# Manquillos
Manquillos település Spanyolországban, Palencia tartományban. Manquillos Villoldo, San Cebrián de Campos, Perales és Paredes de Nava községekkel határos. Lakosainak száma 58 fő (2024).

## Népesség
A település népessége az elmúlt években az alábbi módon változott:
| Lakosok száma | 71   | 63   | 64   | 68   | 68   | 72   | 84   | 66   | 52   | 58   |
|               | 2001 | 2004 | 2007 | 2009 | 2012 | 2014 | 2017 | 2019 | 2022 | 2024 |